# Елизаров, Прокопий Кузьмич
Прокопий Козьмич (или Прокофий Кузьмич) Елизаров (? — 1681) — российский государственный деятель. Соликамский воевода в 1645—1647 гг, судья Земского приказа, с 1676 года — думный дворянин.

## Биография
Родом из дворянского рода Елизаровых, происходящих от Елизара, сына татарского царевича Егуда, в крещении Василия, служившего Василию Тёмному.
Зимой 1647—1648 годов по распоряжению Новгородского приказа П. К. Елизаров разыскивал беглых крестьян во владениях Строгановых и монастырских землях, и поселил пойманных беглецов на реке Кунгурке, «чтоб им за Государем жить и не куда не збежать». Руководство строительством поселения воевода поручил «выборному человеку Суровцеву, да подьячему съезжей избы Вахтину». Поселившиеся на Кунгурке 1222 человека были освобождены от уплаты податей на три года и получили земельные участки, что привлекло других беглецов, скрывавшихся в лесах. Так был основан город Кунгур.
В 1647 году по указу Алексея Михайловича воевода Елизаров провёл перепись населения владений Строгановых. Он потребовал у Строгановых предоставить ему «роспись …, что у них в вотчинах, крестьянских и бобыльских дворов и во дворах людей, и их детей, и братьи, и племянников, и сосед, и захребетников, и пустых дворов, и дворовых мест». Проверив полученные сведения, он положил из в основу переписной книги, которая теперь представляет большой интерес для историков, так как содержит ранние упоминания о многих городах и населённых пунктах Пермского края. О будущем городе Лысьва Елизаров писал:

Деревня на устъ рѣчки Лысьвы, а въ ней крестьянъ: дв. Венедитко, прозвище Буженко, Ивановъ сынъ, у него дѣти: Ѳедька да Герасимко, да Степанко, у него жъ шуринъ Терешка Анисимовъ сынъ Веягинъ. Дв. Сенька Артемьевъ сынъ Лодыгинъ, у него дѣти: Петрушка да Якунька, у него жъ пасынокъ Потапко Ивановъ.

А это — о деревне Егошиха, на месте которой был потом основан Егошихинский завод, положивший начало городу Пермь:

Починокъ на рѣкѣ на Камѣ и на рѣчкѣ Егошихѣ, а въ немъ дв. Власко Ѳедотовъ сынъ Карнауховъ.<…>Починокъ на рѣкѣ на Камѣ и на рѣчкѣ Егошихѣ, а въ немъ крестьянъ: дв. Сергѣйко Павловъ сынъ Брюхановъ, у него дѣти: Климко да Ивашко.
В 1652—1654 гг. — воевода в Нижнем Новгороде.
С 1656/57 по 1672 год — судья Земского приказа.
Умер 16 (26) июля 1681 года: «Лета 7189 (1681) iулiа въ 16 день преставися рабъ Божiй думный дворянинъ Прокофiй Кузьмичъ Елизаровъ»; похоронен в ярославском Спасо-Преображенском монастыре.
Его сын Андрей Прокофьевич — стольник.